# Cerastium pauciflorum
Cerastium pauciflorum är en nejlikväxtart som beskrevs av John Stevenson och Nicolas Charles Seringe. Cerastium pauciflorum ingår i släktet arvar, och familjen nejlikväxter. Utöver nominatformen finns också underarten C. p. oxalidiflorum.